# Agriphila straminella
Espèce
Le Crambus des chaumes (Agriphila straminella) est une espèce de lépidoptères de la famille des Crambidae.
On le trouve en Eurasie.
L'imago a une envergure de 16 à 20 mm. Il vole de juin à septembre suivant les régions.
Sa larve vit sur la fétuque des moutons, le pâturin des prés et le blé tendre.

## Galerie

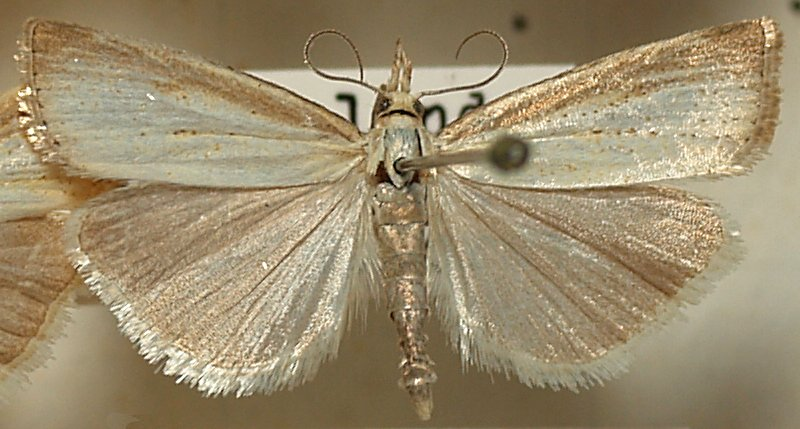

## Référence
- (en) Fauna Europaea : Agriphila straminella (Denis & Schiffermüller, 1775) (consulté le 21 mars 2023)
- (fr) INPN : Agriphila straminella (TAXREF)
- Lépi'Net
- (de) Lepiforum